# Csíkfalva község
Csíkfalva község (románul: Comuna Vărgata) község Maros megyében, Romániában. Központja Csíkfalva, beosztott falvai Búzaháza, Jobbágyfalva, Nyárádszentmárton, Vadad.

## Népessége
A 2011-es népszámlálás adatai alapján a község népessége 1945 fő volt.